# Pomniki przyrody w gminie Pelplin
W gminie Pelplin znajduje się 13 pomników przyrody, w tym 9 pojedynczych drzew, 3 grupy drzew i 1 głaz narzutowy (przyrody nieożywionej). W strukturze gatunkowej przeważają dęby szypułkowe. 
Na uwagę zasługują: dąb w Pelplinie przy kurii biskupiej i jesiony w Kulicach. 
Na terenie gminy są zlokalizowane następujące pomniki przyrody (stan prawny styczeń 2023):
| Nr  | Lokalizacja                                                                      | Forma             | Nazwa                             | Rok powołania | Obwód 2019 [cm]    | Wysokość [m]   | Zdjęcie |
| 1.  | w korycie rzeki Wierzycy, 1 km na płn-zach. od Pelplina                          | głaz narzutowy    | głaz narzutowy "Diabelski Kamień" | 1955          | 800 (dł. 3 m)      | 2,5            |         |
| 2.  | dz. 74/2 Ropuchy, teren leśny Nadleśnictwa Starogard Gdański, Leśnictwo Bielawki | pojedyncze drzewo | dąb szypułkowy "Wacław"           | 2010          | 375                | 30             |         |
| 3.  | Pelplin ul. Dworcowa, skwer przed dworcem PKP                                    | pojedyncze drzewo | dąb bezszypułkowy                 | 1993          | 432                | 25             |         |
| 4.  | Wielki Garc cmentarz przykościelny                                               | pojedyncze drzewo | kasztanowiec zwyczajny            | 1989          | 337                | 21             |         |
| 5.  | Wielki Garc cmentarz przykościelny                                               | pojedyncze drzewo | klon zwyczajny                    | 1989          | 255                | 22             |         |
| 6.  | Kulice cmentarz                                                                  | grupa drzew       | 3 jesiony wyniosłe                | 1989          | 341, 406, 344      | 21, 22, 21     |         |
| 7.  | Rajkowy, cmentarz przy drodze do Ornasowa                                        | pojedyncze drzewo | klon zwyczajny                    | 1989          | 267                | 18             |         |
| 8.  | Pelplin ul. Kanoniczna                                                           | grupa drzew       | 4 lipy drobnolistne               | 1989          | 341, 294, 345, 295 | 26, 22, 22, 20 |         |
| 9.  | Pelplin ul. Mestwina 1                                                           | pojedyncze drzewo | dąb szypułkowy                    | 1980          | 470                | 28             |         |
| 10. | Pelplin teren kurii biskupiej                                                    | pojedyncze drzewo | dąb szypułkowy                    | 1980          | 512                | 28             |         |
| 11. | Małe Walichnowy park                                                             | grupa drzew       | 2 dęby szypułkowe                 | 2000          | 189, 256           | 23, 23         |         |
| 12. | Małe Walichnowy park                                                             | pojedyncze drzewo | dąb czerwony                      | 2000          | 336                | 20             |         |
| 13. | Małe Walichnowy                                                                  | pojedyncze drzewo | dąb czerwony                      | 2000          | 455                | 23             |         |